# Edmond Safra
Edmond Jacob Safra, auch Raphael Edmond Ezra Safra (arabisch ادموند يعقوب صفرا; * 6. August 1931 in Alayh bei Beirut, Libanon; † 3. Dezember 1999 in Monte-Carlo, Monaco), war ein libanesisch-brasilianischer Bankier und Multimilliardär syrisch-jüdischer Herkunft.

## Leben
Edmond Safra war eines von neun Kindern und der zweitgeborene Sohn von Jacob und Esther Safra. Beide entstammten einer Familie orientalischer Juden aus Aleppo, die als Goldhändler und Geldverleiher traditionell an der Finanzierung des Karawanenhandels zwischen ihrer Heimatstadt und Beirut, Konstantinopel sowie Alexandria beteiligt war.
Safras Vater Jacob eröffnete 1920 die Jacob E. Safra Bank in Beirut. Edmond Safras Mutter starb, als er neun Jahre alt war, und mit 16 Jahren begann er in der Bank seines Vaters zu arbeiten, wo er im Wesentlichen mit dem Edelmetall- und Devisenhandel beschäftigt war.
Als Vertreter der Bank seines Vaters in Beirut eröffnete Safra eine Handelsgesellschaft in Mailand, bevor sich die Familie 1952 in Brasilien niederließ. 1955 gründeten Safra und sein Vater dort eine Bank in São Paulo.
Während seine jüngeren Brüder Joseph und Moise die Geschäfte in Brasilien weiter betrieben, gründete Safra 1956 in Genf die Trade Development Bank und 1966 die Republic National Bank of New York, welche mit 80 Niederlassungen zur Bank mit dem drittgrößten Niederlassungsnetz in der Region New York nach der Citibank und der Chase Manhattan Bank aufstieg. 1973 folgte die Gründung einer Holdinggesellschaft, der Republic New York Corporation (Republic).
Schon 1969 hatte er, kurz nach dem Tod deren zweiten Mannes, die brasilianische Witwe Lily Monteverde kennengelernt. Die 35-jährige frischgebackene Multimillionärin war gerade Alleinerbin von Ponto Frio, einer der größten Einzelhandelsketten Brasiliens, geworden und nach London gezogen, um Erbstreitigkeiten zu entfliehen, und Safra wurde ihr Vermögensberater. Bald darauf begannen sie eine Beziehung. Ihrem Wunsch nach Heirat entsprach Safra zunächst nicht, da seine Familie sephardischer Herkunft gegen die Ehe mit einer aschkenasischen Jüdin war. 1976 – zwischenzeitlich hatte Lily Monteverde eine kurze dritte Ehe hinter sich – nahm er sie schließlich zur Frau.
1983 verkaufte er die Trade Development Bank für mehr als 550 Mio. US-Dollar an American Express (Amex). Mit der Gründung der Safra Republic Holdings S.A. 1988 soll Safra einer im Zuge des Verkaufs vereinbarten Konkurrenzklausel zuwidergehandelt haben. Im Gegenzug beauftragte die Geschäftsleitung von Amex private Ermittler, um Safra den Vertragsbruch nachzuweisen. Dieser wurde in der Folge wiederholt öffentlich mit dubiosen kriminellen Geschäften in Zusammenhang gebracht, woraufhin Safra mit ähnlichen Mitteln versuchte, Amex als Drahtzieher der Kampagne bloßzustellen, was schließlich gelang. Die verschiedenen Vorwürfe und Gerüchte gegen bzw. über ihn bestätigten sich letztlich nicht. Dies zog einen Rechtsstreit nach sich, den Safra für sich entscheiden konnte. Amex entschuldigte sich 1989 öffentlich für die offensichtlich initiierte Schmutzkampagne und zahlte 8 Mio. US-Dollar Entschädigung zu Gunsten wohltätiger Zwecke.
1996 gründete Safra gemeinsam mit Bill Browder die Firma Hermitage Capital Management, die zeitweise der größte Auslandsinvestor Russlands war und später im Zusammenhang mit der Affäre um Sergei Leonidowitsch Magnitski in die Schlagzeilen geriet.

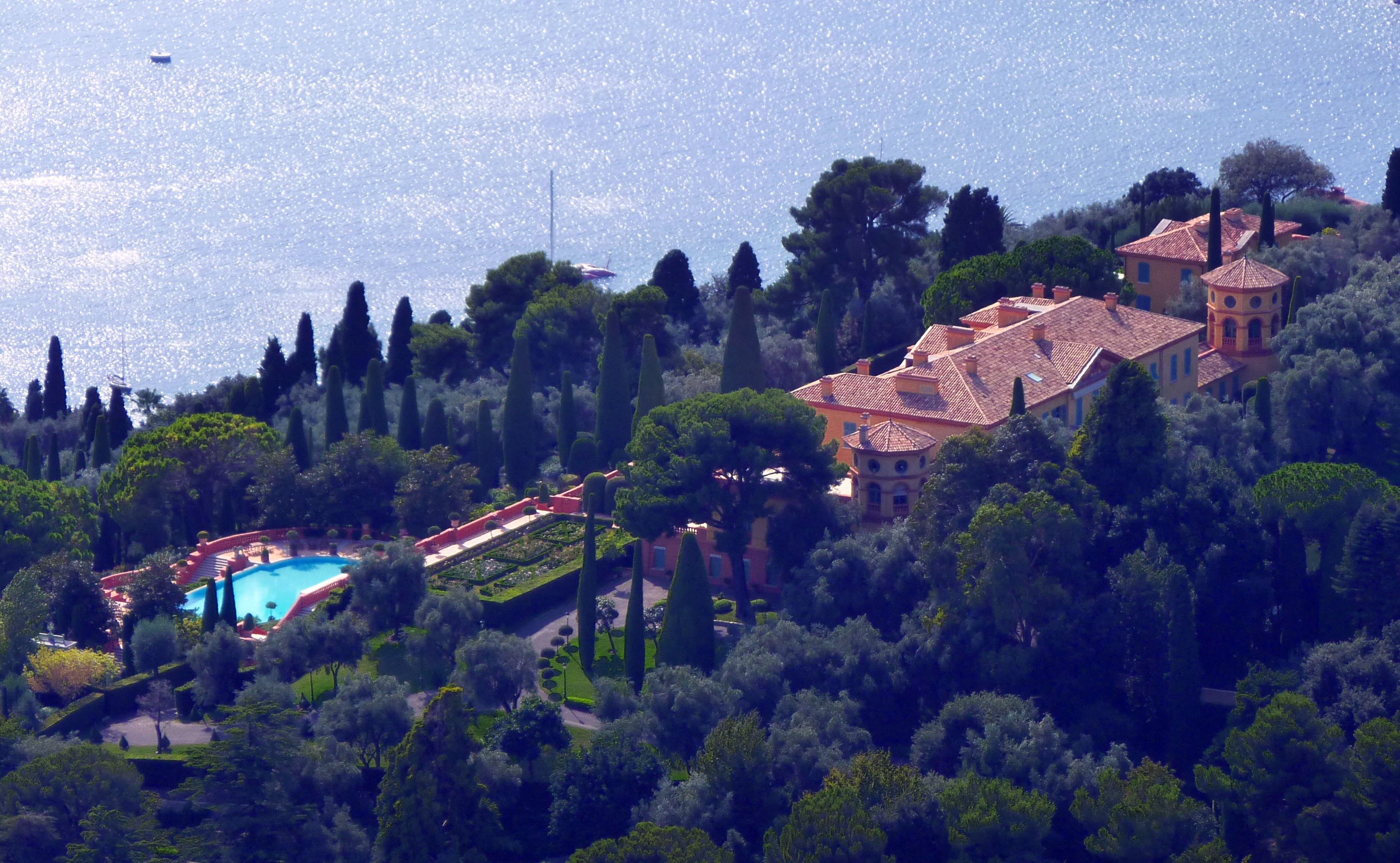
Villa Leopolda, ehemaliges Anwesen von Safra in Villefranche-sur-Mer an der Côte d’Azur

Ende 1999 befand sich Safra, der seine Bank und die Holdings an die Großbank HSBC veräußern wollte, mit dieser in umstrittenen Verkaufsverhandlungen. Noch vor deren Abschluss kam er am 3. Dezember des Jahres in seinem Penthouse in Monte Carlo unter mysteriösen Umständen bei einem Brand ums Leben.
Anfang der 1990er Jahre wurde sein Vermögen auf 2,5 Milliarden US-Dollar geschätzt. Da er kurz vor seinem Tod zu Ungunsten seiner älteren Brüder ein neues Testament verfasst hatte, mit dem er seine Frau quasi zur allein Begünstigten machte, erbte das meiste davon Lily Safra. Wenige Wochen später wurde das Geschäft mit HSBC besiegelt und es kamen noch knapp 3 Milliarden US-Dollar aus dem Verkaufserlös hinzu.
Safra wurde nach einer großen Trauerfeier in einer Genfer Synagoge am 6. Dezember 1999 im nahen Jüdischen Friedhof von Veyrier bestattet. Er lebte in Genf, New York, in der Villa Leopolda an der französischen Riviera und in Monaco. Safras Ehe blieb kinderlos, er hat jedoch vier Stiefkinder aus erster Ehe seiner Frau. Safras Neffe Edmond ist mit der Tochter seines Cousins, des Kunsthändlers David Nahmad, verheiratet, dessen Vorfahren ebenfalls Bankiers in Aleppo waren.

## Todesumstände
Aufgrund einer fortschreitenden Parkinson-Erkrankung benötigte Safra krankenpflegerische Dienste. Einer seiner Krankenpfleger, der US-Amerikaner Ted Maher, sagte zunächst aus, dass zwei Unbekannte einen Überfall in Safras Penthouse in Monte Carlo verübten. Diese hätten ihn niedergestochen und er sei ohnmächtig geworden. Wieder bei Bewusstsein, habe er Safra und die zweite Krankenschwester alarmiert und das Penthouse verlassen, um beim Pförtner Hilfe zu rufen. Die beiden maskierten Angreifer, die zunächst verschwunden gewesen wären, hätten wohl anschließend das Feuer gelegt. Wenige Tage später gestand er jedoch, selbst die Brandstiftung begangen zu haben. Er habe Safra, der sehr um seine persönliche Sicherheit besorgt war und in seinen letzten Lebensjahren als zunehmend paranoid beschrieben wurde, anschließend „retten“ wollen, um so sein Ansehen bei dessen Familie zu erhöhen. Das Feuer sei schließlich unabsichtlich außer Kontrolle geraten. In der Folge starb Safra zusammen mit einer weiteren Pflegekraft, die sich bei ihm befand, an den Folgen der Rauchentwicklung. Maher wurde der Tat wegen von einem Gericht in Monaco 2002 zu einer Freiheitsstrafe verurteilt und 2007 aus der Haft entlassen, woraufhin er sein Geständnis widerrief.

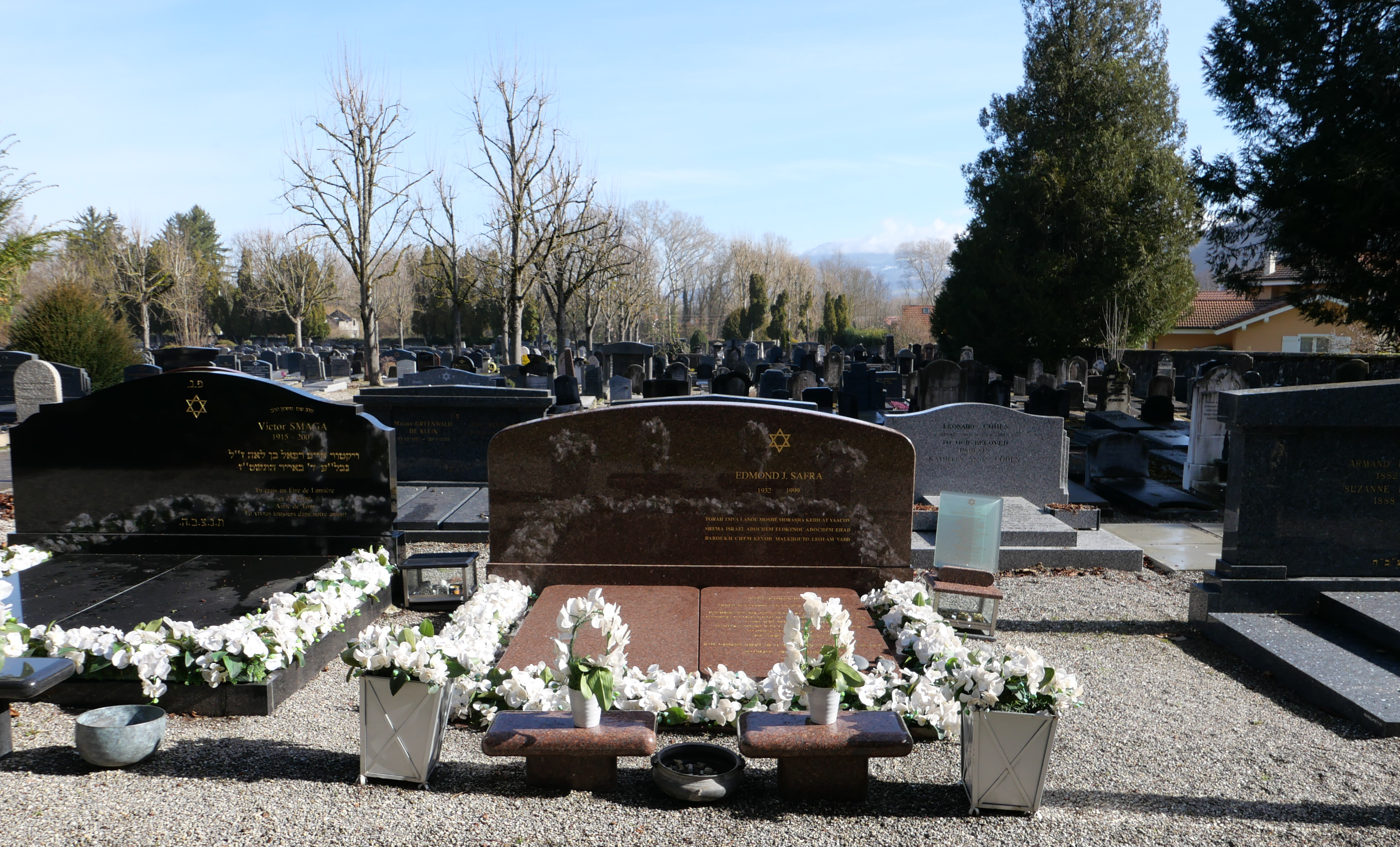
Das Grab Edmond Safras auf dem jüdischen Friedhof von Veyrier bei Genf

Neben Mahers widersprüchlichen Aussagen wurden von Medien Jahre später noch Umstände im Zusammenhang mit den Todesfällen thematisiert: Erst knapp drei Stunden nach dem ersten Notruf wurden die beiden Opfer tot aus einem Badezimmer des Penthouse, in dem sie sich mutmaßlich verbarrikadiert hatten, geborgen. Obwohl der Wohnbereich vollständig videoüberwacht war, soll es keine Aufnahmen vom Tatort in der fraglichen Zeit gegeben haben. Weder waren Safras Leibwächter vor Ort, noch kam ihm seine Ehefrau, die sich gleichfalls im Penthouse aufhielt und letztlich unverletzt blieb, zu Hilfe.
Das Penthouse geriet im September 2010 erneut in die Schlagzeilen, als die Brüder Christian und Nick Candy die Immobilie „als eine der wohl teuersten Wohnungen“ für 199 Millionen Englische Pfund (rund 240 Millionen Euro) an einen namentlich nicht genannten Investor aus dem Nahen Osten verkauften.

## Wohltätigkeit von Safra und seiner Witwe
Schon zu Lebzeiten unterstützte Safra verschiedene pädagogische, religiöse, medizinische, kulturelle und humanitäre Organisationen und Projekte auf der ganzen Welt. Unter anderem spendete er für wohltätige Zwecke und Gemeinden sephardischer Juden. Die von Safra selbst gegründete Edmond J. Safra Philanthropie-Stiftung führt sein Werk seitdem in seinem Andenken weiter.

### Synagogen
Aus Treue zu seinem jüdischen Glauben war er davon überzeugt, dass es wichtig sei, an Orten, an denen eine jüdische Gemeinde gedeihen konnte, neue Synagogen zu bauen und bestehende zu erhalten. Weltweit bezeugen Synagogen, die den Namen seines Vaters tragen, von seinem Engagement. Viele davon wurden in den wichtigsten jüdischen Zentren der Welt errichtet, aber er unterstützte auch den Bau von Synagogen in kleineren Gemeinden wie Manila und Kinshasa. Er ermöglichte den ersten Synagogenneubau in Madrid seit 500 Jahren und unterstützte die Renovierung und Erweiterung von Synagogen in Amsterdam, Istanbul, Neapel, Budapest, Rhodos und Wien. Er rettete die älteste Synagoge in Frankreich in Clermont-Ferrand vor der Zerstörung, indem er sie für die Gemeinde kaufte und trug zur Erweiterung der Synagoge in Cannes und der Synagoge Beth El in Paris bei. Er half auch, Synagogen in vielen kleinen französischen Städten wie Evian, Annemasse und anderswo zu restaurieren. Safra unterstützte eine Reihe von Synagogen in Israel. Die Grabstätten von Rabbi Meir und Rabbi Schimon ben Jochai waren für Edmond Safra besonders wichtig, und er war fraglos der großzügigste Unterstützer dieser Wallfahrtsorte. Viele Jahre lang betete er am Vorabend des Schawuot, dem Tag, an dem sein Vater gestorben war, bis zum Sonnenaufgang am Grab von Rabbi Meir.

### Medizin
Zu seinen Lebzeiten spendete Safra viele Millionen US-Dollar für die medizinische Behandlung von Kranken. Krankenhäuser weltweit wie das Hôpital Cantonal de Genève, die Hôpitaux de France und zahlreiche Einrichtungen in den Vereinigten Staaten profitierten von Safras Großzügigkeit. Er gehört zu den Gründern des Albert-Einstein-Krankenhauses in São Paulo, das heute eines der größten und angesehensten medizinischen Zentren in Südamerika ist. In Israel veranlasste er den Bau des hochmodernen Edmond und Lily Safra Kinderkrankenhauses in Tel Hashomer.
Auf dem Gebiet der medizinischen Forschung leistete er umfangreiche Unterstützung für das Institut Pasteur in Paris, das Weizmann Institute in Israel sowie einer Reihe Zentren in Frankreich, den Vereinigten Staaten und anderen Ländern, die sich mit bestimmten Krankheiten befassen. Er gründete den Edmond-und-Lily-Safra-Lehrstuhl für die Erforschung von Brustkrebs an der Universität von Tulane.

### Bildung
Safra war davon überzeugt, dass in der modernen Welt Hochschulbildung für alle jungen Leute unentbehrlich ist, auch wenn er selbst nie die Universität besuchte. Er stellte zehntausenden bedürftigen Studenten mit der International Sephardic Education Foundation (ISEF) Lehrstipendien zur Verfügung. Eine Einrichtung, die er und seine Frau 1977 ins Leben gerufen hatten, um verdienstvolle israelische Studenten zu unterstützen. Die Empfänger von ISEF Stipendien zeichneten sich weltweit in allen Studienfächern aus.
Safra half den Universitäten auch direkt, oft, indem er Lehrstühle und bestimmte Programme (z. B. jüdische Studien) unterstützte. Beispielsweise dotierte er an der Harvard University den Jacob E. Safra Lehrstuhl für jüdische Geschichte und sephardische Kultur, und er stellte wesentliche Finanzmittel für den Robert F. Kennedy Gastlehrstuhl in lateinamerikanischen Studien zur Verfügung. Ebenfalls in Harvard stellte er Stipendien zur Ethik-Forschung, die mit mehreren Millionenspenden der von seiner Witwe geleiteten Stiftung inzwischen zum Edmond J. Safra Center for Ethics ausgebaut wurden.
An der Wharton School of Business stiftete er den Jacob E. Safra Lehrstuhl für das internationale Bankwesen und das Safra Geschäftsforschungszentrum.
Er war ein bedeutender Gönner der Amerikanischen Universität in Beirut. Die Hebräische Universität von Jerusalem und die Yeshiva University (an welcher er das Jacob E. Safra Institut für sephardische Studien gegründet hatte) verliehen ihm die Ehrendoktorwürde für die kontinuierliche Unterstützung dieser Einrichtungen.
In Bezug auf die Ausbildung jüngerer Kinder lagen Edmond Safra besonders die Schulen in den Städten am Herzen, in denen er selber lebte. Er gründete beispielsweise die École Girsa, die erste und größte jüdische Schule in Genf. Er war sehr stolz auf die Einrichtung der Beit Yaacov Schule in Bat Yam, die zu den besten Schulen Israels zählt. Er war ebenfalls einer der wichtigsten Stifter von Jeschivot (religiöse Schulen, in denen junge Männer zum Rabbi, Lehrer des Judentums und Richter ausgebildet werden) und förderte zahlreiche solcher Einrichtungen auf der ganzen Welt.

## Ehrungen
Edmond J. Safra wurde weltweit für seine Philanthropie gewürdigt. Die französische Regierung ernannte ihn zum Commandeur de l’Ordre des Arts et des Lettres und Chevalier (Ritter) der Ehrenlegion, der Großherzog von Luxemburg zum Commandeur de l’Ordre de Mérite und die brasilianische Regierung zum Commandeur de l’Ordre de Rio Branco.